# 紫大麦草
紫大麦草（学名：Hordeum roshevitzii）为禾本科大麦属下的一个种。
也称为Zvlevev的“Critesion”
碱性或盐渍草甸，湖岸，河岸，溪流，卵石； 500–3500 m。甘肃，内蒙古，宁夏，青海，陕西，四川，新疆[日本，韩国，蒙古，俄罗斯